# Eyalet de Sidon
1660–1864
Entités précédentes :
- Pachalik de Syrie (partie)

Entités suivantes :
- Moutassarifat du Mont-Liban
- Vilayet de Syrie (partie)

L'eyalet de Sidon (ایالت صیدا, Eyālet-i Ṣaydā en turc ottoman) est une province de l'Empire ottoman qui a existé, avec des interruptions, de 1614 à 1864. Ses capitales successives ont été Safed, Sidon (Saïda), Akka (Saint-Jean d'Acre, Akko) et Beyrouth. Son territoire est aujourd'hui partagé entre le Liban, Israël et les territoires palestiniens.

## Histoire

### XVIe–XVIIIesiècle

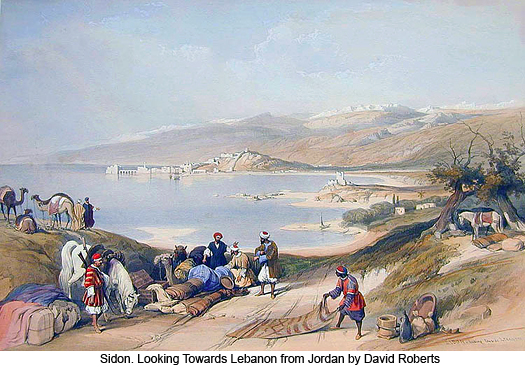
Sidon, par David Roberts, 1860

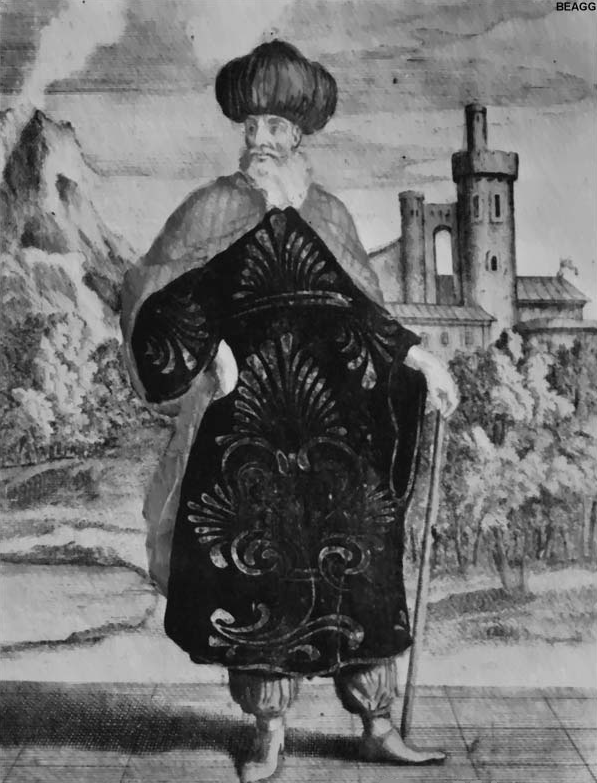
Portrait de l'émir Fakhreddine II Maan, anonyme, 1787

Après la conquête de la Syrie par les Ottomans en 1516, cette région est d'abord rattachée au pachalik de Damas (ou eyalet de Syrie). En 1585, les districts de Beyrouth, Sidon et Safed sont regroupés sous l'autorité de l'émir druze Fakhreddine II de la lignée des Maan (en) tout en restant, au point de vue politique et fiscal, dans la dépendance de Damas. Pendant l'exil de Fakhreddine en 1614-1615, la région est brièvement érigée en province de premier rang (eyalet). Fakhreddine recouvre ensuite son pouvoir mais, entré en conflit avec le pouvoir ottoman, il est capturé et décapité en 1635. Pour mettre fin à la guerre de succession druze (en) qui oppose les héritiers Maan, le pouvoir ottoman recréée l'eyalet de Sidon en 1660. Les Maan conservent cependant une place majeure dans la province jusqu'en 1697, date à laquelle ils sont supplantés par la famille des Chehab. Bien que cette période soit connue comme l'émirat du Mont-Liban, les pouvoirs des Maan, puis des Chehab se limitent le plus souvent à ceux de multazim (collecteurs de taxes).
Entre 1740 et 1775, l'autorité des Chehab est concurrencée par celle des Zaydani (en), tribu arabe de Galilée dont le cheikh, Dahir al-Umar, établit une principauté semi-indépendante aux confins du Liban et de la Palestine. Dahir al-Umar fixe sa capitale à Akka, simple bourgade jusque-là, et développe le commerce et la culture du coton. Il entre en rivalité avec les Chehab qui, en 1763, ont arraché à la famille chiite des Hamadé la collecte des impôts de l'eyalet de Tripoli. En 1770, Dahir al-Umar fait alliance avec le chef mamelouk Ali Bey al-Kabir, maître de l'Égypte, contre l'homme fort de la Syrie, le gouverneur de Damas Othman Pacha al-Kurji (en) qui avait fait nommer ses deux fils gouverneurs de Sidon et de Tripoli. Les mamelouks et les Zeydani s'emparent de Jaffa après un siège de 8 mois (1772-1773) mais les forces fidèles au sultan reprennent le dessus : Ali Bey est tué en 1773 et Dahir al-Umar en 1775. Le Bosniaque Ahmed Bey, surnommé Djezzar (le boucher) à cause de sa brutalité, ancien officier d'Ali Bey resté fidèle au sultan, est nommé pacha (gouverneur) de Sidon ; il établit sa résidence à Akka, ville notablement renforcée par Dahir al-Umar. « Djezzar Pacha », par lui-même ou par différents prête-noms, reste le maître de Sidon et de Damas jusqu'à sa mort en 1804.

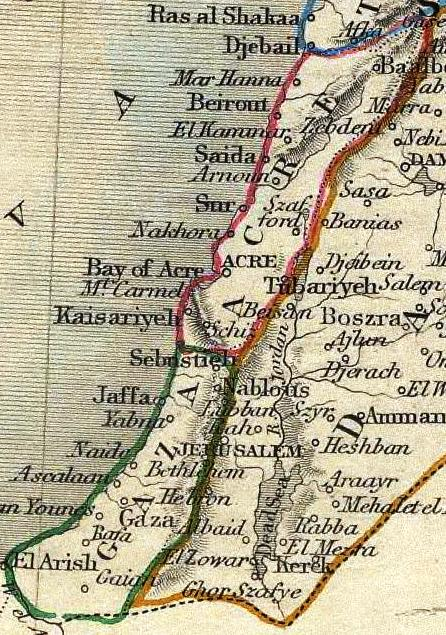
Carte du Levant ottoman, R.M. Martin et J. & F.Tallis, 1851

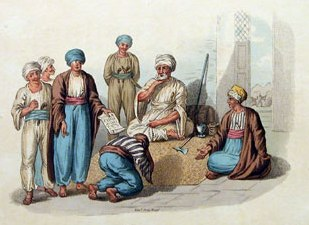
Djezzar Pacha condamnant un criminel, gravure de Daniel Orme, 1819

En 1799, Djezzar Pacha commande les forces ottomanes contre l'armée française de Bonaparte. L'armée française d'Égypte rencontre un accueil favorable dans la région de Nazareth, en grande partie chrétienne, mais se heurte à une guérilla arabe autour de Naplouse. Bonaparte affronte les forces de Djezzar lors du siège de Saint-Jean d'Acre (du 19 mars au 17 mai 1799). Le général français espère que la prise de la ville lui permettra de rallier les populations druzes, chiites et maronites mais Djezzar, renforcé par la flotte anglaise de Sidney Smith, repousse les attaquants. Bonaparte, en se retirant, saccage le pays derrière lui, pratiquant la politique de la terre brûlée, ce qui entraîne un recul durable de l'agriculture dans cette région. Les derniers partisans des Zaydani, pour échapper aux représailles ottomanes, se retirent avec l'armée française.

### XIXesiècle
La province, avec le reste du Levant, est conquise par l'armée égyptienne de Méhémet Ali pendant la Première Guerre égypto-ottomane (1831-1833). La ville d'Akka, défendue par le gouverneur ottoman Abdullah Pacha (en), se rend après 6 mois de siège (décembre 1831-29 mai 1832). Un cheikh de la région de Naplouse, Hussein Abd al-Hadi (en), se rallie aux Égyptiens et devient gouverneur de Sidon et Akka jusqu'à sa mort en 1835 ou 1836. En 1834, les troupes égyptiennes répriment la révolte de la Palestine contre la fiscalité et la conscription introduites par la nouvelle administration. Pendant la Deuxième Guerre égypto-ottomane (1839-1841), les Égyptiens sont d'abord victorieux mais une intervention internationale, marquée par le bombardement de Beyrouth (15-16 septembre 1840) et d'Akka (3 novembre 1840) par la Royal Navy, les oblige à abandonner leurs conquêtes. L'eyalet ottoman est rétabli en 1841 avec Beyrouth pour capitale.
En 1842, sous la pression des puissances européennes qui veulent mettre fin aux conflits entre communautés, la Sublime Porte doit accepter une autonomie partielle de la région sous le régime du double caïmacanat, le nord (Mont-Liban) étant gouverné par un Maronite et le sud (Kesrouan et Chouf) par un Druze, le reste de la province, avec Beyrouth, restant sous administration ottomane directe. Ce régime se maintient jusqu'à la guerre civile de 1860 au Levant qui entraîne une intervention française et l'autonomie accordée au moutassarifat du Mont-Liban.
En 1864, dans le cadre de la réforme administrative qui transforme les eyalets en vilayets, la région côtière est rattachée au vilayet de Syrie. Elle redevient une province séparée, le vilayet de Beyrouth, en 1888.

## Économie

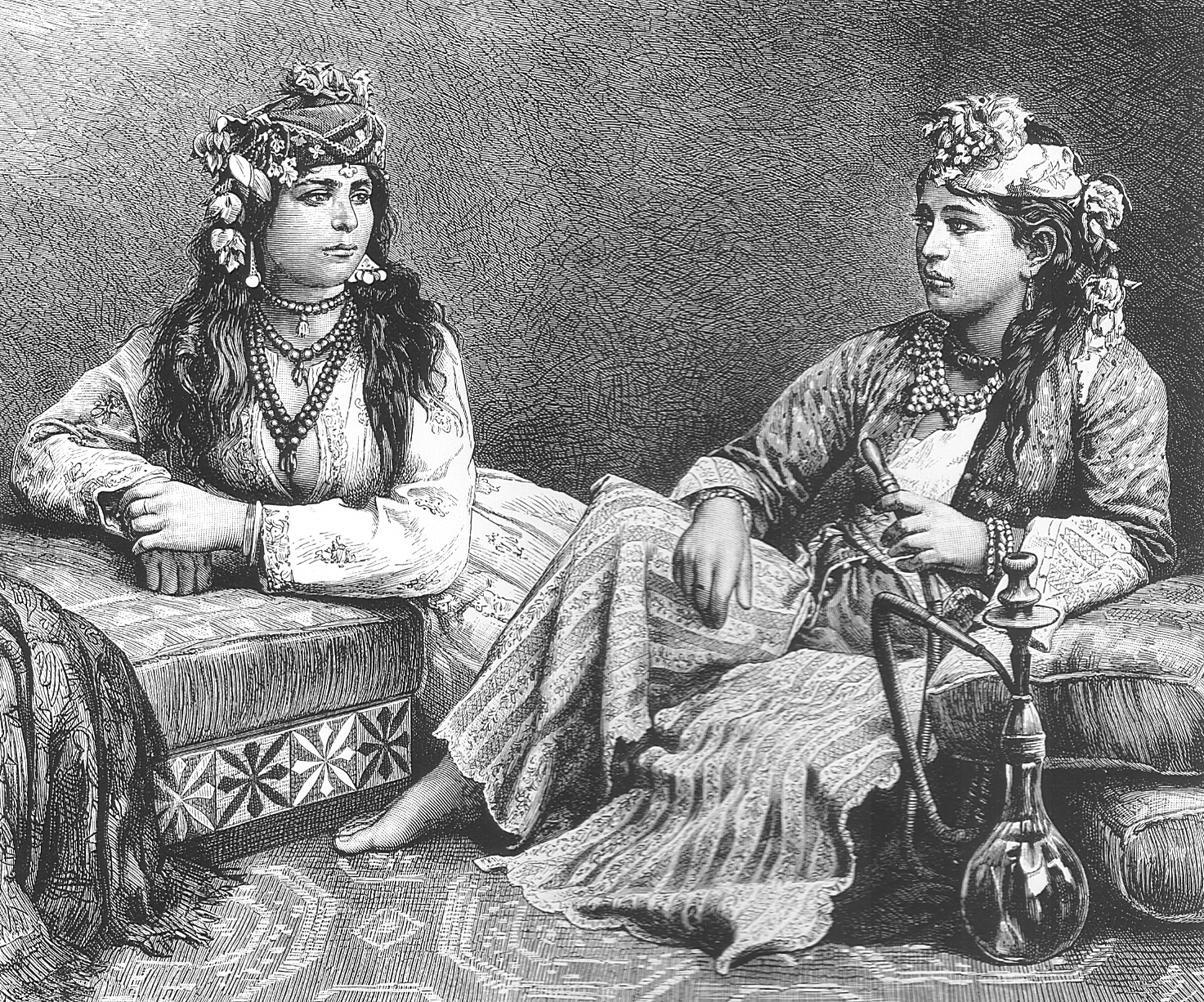
Femmes de Sidon, gravure de Louis Charles Emile Lortet, 1884

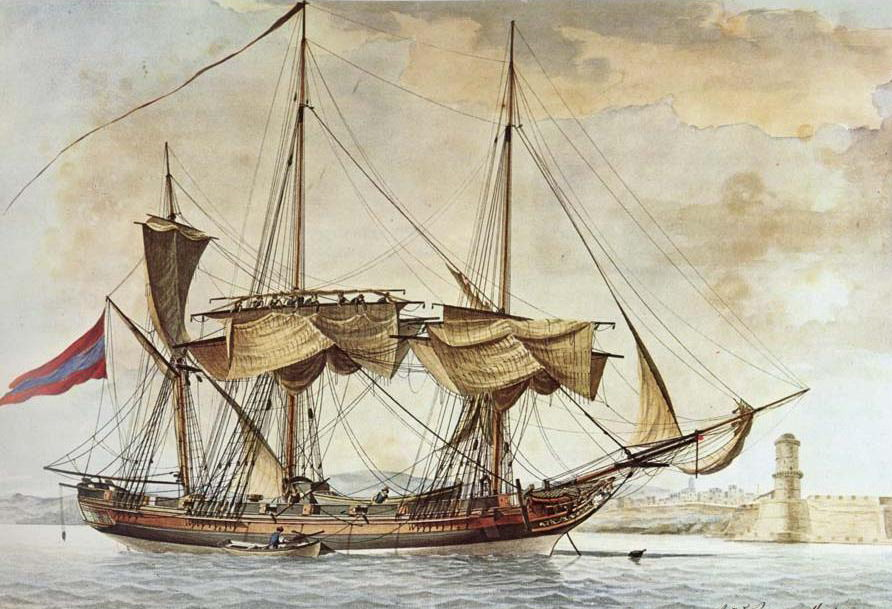
Navire marchand grec ottoman à Marseille, par Ange-Joseph Antoine Roux, 1800

La partie sud du Levant, à l'époque ottomane, possède plusieurs petits ports, Beyrouth, Sidon, Akka, Haïfa, qui appartiennent à l'eyalet de Sidon, tandis que Jaffa appartient à celui de Damas. À partir de la fin du XVIIe siècle, ces ports connaissent une forte croissance économique liée au commerce international des échelles du Levant et servent de relais à la fois à leur arrière-pays immédiat et à des villes de l'intérieur comme Damas et Jérusalem. Les Français et surtout les Marseillais, au XVIIIe siècle, détiennent un quasi-monopole du commerce extérieur. Les archives de Marseille donnent un état assez précis du commerce de « Seyde (Sidon) et dépendances ».
Les Français vendent surtout du drap qui représente les deux tiers des importations du Levant dans les années 1760-1770, la moitié vers 1780. Les autres produits de la métropole représentent 3 à 16 % des ventes selon les années, ceux des Antilles françaises (indigo, sucre, café qui concurrence celui du Yémen) 5 à 27 %, ceux de l'étranger 4 à 34 %. Parmi les productions françaises, les plus importantes sont le papier et les bonnets, imitation marseillaise de ceux fabriqués par la régence de Tunis. L'Inde fournit la cochenille, colorant rouge très apprécié, l'Europe du Nord des pièces de métal (fer, acier, étain, plomb).
En retour, le Levant exporte surtout du coton brut ou filé et de la soie brute. Les tissus et autres articles, noix de galle, garance, etc., représentent généralement moins de 10 % des exportations.
Le volume des échanges extérieurs connaît de fortes variations, entre 4 millions et 900 000 livres tournois selon les années, liées à la guerre de Sept Ans puis à la guerre d'indépendance américaine, mais aussi aux conflits locaux qui affectent la Syrie ottomane. Il est presque toujours déséquilibré à l'avantage des Orientaux, les Européens payant la différence en monnaie, surtout en thalers d'argent dont le cours local est avantageux.
Le sud du Levant entretient aussi un trafic très actif avec les grands ports ottomans, surtout Constantinople, Salonique et Chio, ainsi qu'Alexandrie et Damiette en Égypte. Outre les marchandises, les ports levantins voient passer les pèlerins musulmans de La Mecque ou chrétiens de Terre Sainte. Le Levant exporte principalement des soies et tissus, puis du blé, du tabac et du savon. En 1783, le seul port de Damiette reçoit pour 6,9 millions de livres tournois de marchandises du sud du Levant contre 5,2 millions pour Marseille

## Subdivisions
La province est divisée en plusieurs sandjaks (districts) qui sont, au XVIIe siècle :
1. Sandjak de Sidon et Beyrouth
2. Sandjak de Safed

Au début du XIXe siècle :
1. Sandjak d'Akka
2. Sandjak de Beyrouth
3. Sandjak de Sidon
4. Sandjak de Tyr
5. Sandjak de Naplouse
6. Sandjak de Nazareth
7. Sandjak de Tibériade

### Sources et bibliographie
- (en) Cet article est partiellement ou en totalité issu de l’article de Wikipédia en anglais intitulé « Sidon Eyalet » (voir la liste des auteurs) dans sa version du 13 novembre 2016.
- Henry Laurens (dir.), L'expédition d'Égypte, 1798-1801, Armand Colin, 1989.
- Robert Mantran (dir.), Histoire de l'Empire ottoman, Fayard, 1989, 814 p. (ISBN 978-2-213-01956-7, présentation en ligne)
- Hoefer (dir.), Nouvelle biographie générale depuis les temps les plus reculés, Volume 14, Paris, Firmin Didot, 1856, article "Dhaher", p. 17-18